# Plumeria rubra
Espèce
Classification phylogénétique
Plumeria rubra est une espèce de plantes à fleurs appartenant à la famille des Apocynaceae. Il est connu sous les noms vernaculaires de frangipanier rouge ou frangipanier commun.

## Description
C'est un arbre à feuilles caduques qui peut atteindre une hauteur de 6 à 12 mètres de hauteur. 

## Habitat et distribution
Son aire de répartition naturelle s'étend du sud du centre du Mexique en Amérique du Nord par l'Amérique centrale à la Colombie et au Venezuela en Amérique du Sud.

## Galerie

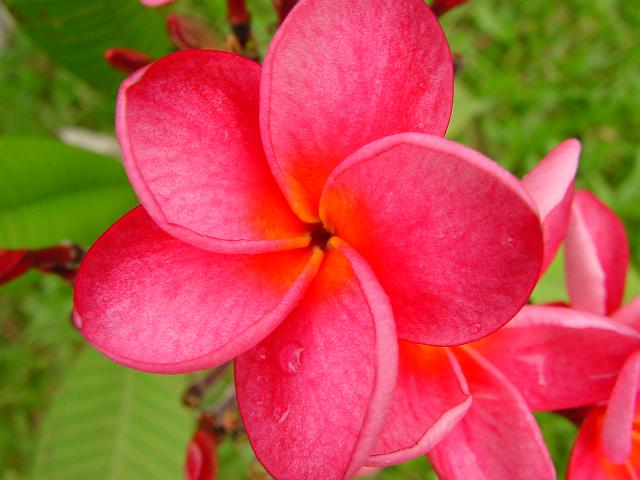
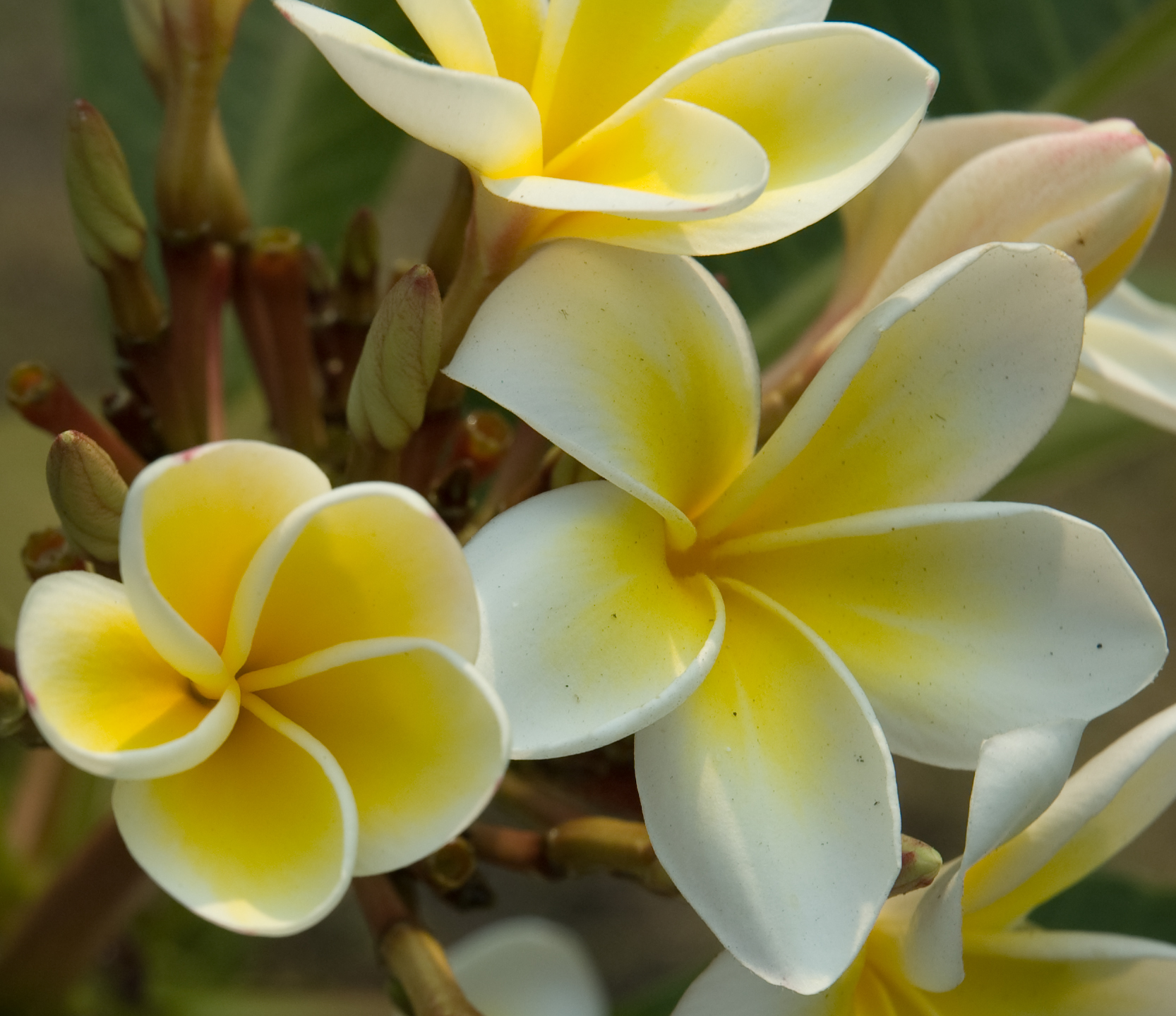

## Utilisation
Son bois est utilisé en marqueterie.
Les feuilles sont pétiolées, épaisses, succulentes, d'un vert brillant. Elles sont toxiques.
Les fleurs rouges, roses ou blanches odorantes sont comestibles[réf. nécessaire]. Elles sont utilisées en cuisine et en parfumerie.